# Sony Alpha 380
Die Sony α380 (DSLR-A380) ist eine 2009 eingeführte digitale Spiegelreflexkamera von Sony aus der alpha-Reihe.
Die alpha-Reihe schließt an die Minolta-Dynax-Reihe an.
Die α380 verfügt über einen CCD-Bildsensor im APS-C-Format (23,5 × 15,6 mm) mit 14,2 Megapixeln. Im Handgriff befindet sich das Speicherkartenfach, wo je eine SDHC-Speicherkarte und ein Memory Stick Pro Duo Platz finden. Alle nötigen Informationen werden auf dem neigbaren 2,7-Zoll-Display angezeigt.
Für die wichtigsten Einstellungen gibt es separate Knöpfe sowie ein Drehrad, mit dem die Einstellungen angepasst werden. Die Kamera verfügt sowohl über eine Live-View-Funktion als auch über eine bis zu 14× vergrößerte manuelle Fokusprüfung über den Aufnahmesensor. Im Gegensatz zu den Live-View-Systemen von Canon oder Nikon muss der Schwingspiegel während des Fokussierens nicht bewegt werden. Auch der Autofokus ist schneller, da dabei die Phasenvergleich-Sensoren benutzt werden.

## Die technischen Merkmale in der Übersicht
- 14,2-Megapixel-CCD-Sensor
- 2,7-Zoll-Display (schwenkbar)
- 9-Punkt-Autofokus-System mit zentralem Fadenkreuzsensor
- Verschlusszeit 30 s bis 1/4000 s, bulb, Serienaufnahmen bis 2,5 Bilder/s
- Im Gehäuse integrierte Bildstabilisierung Super Steady Shot
- Eingebauter Dynamikbereichs-Optimierer (Dynamic Range Optimizer)
- Belichtungsindex 100 bis 3200
- Sensorreinigungsfunktion zum Schutz vor Verunreinigungen des Bildsensors

## Sony Alpha 390
Die α390 besitzt die gleichen funktionellen Eigenschaften wie die α380. Das Gehäuse der α390 ist etwas höher, allerdings auch dünner. Mit einem Gewicht von etwa 508 g ist sie knappe 50 g leichter als ihr Vorgänger.